# انریکو وراچی
انریکو وراچی (انگلیسی: Enrico Verachi؛ زادهٔ ۱۸ ژانویهٔ ۱۹۹۰) بازیکن فوتبال اهل ایتالیا است.
از باشگاه‌هایی که در آن بازی کرده‌است می‌توان به باشگاه فوتبال کالیاری اشاره کرد.